# Наффилдский колледж
Наффилдский колледж (англ. Nuffield College) Оксфорда — один колледжей Оксфордского университета (см. также Колледжи Оксфорда), учреждение последипломного образования по общественным наукам. Основан в 1937 году благодаря дару Уильяма Морриса, лорда Наффилда (William Morris, 1st Viscount Nuffield), основателя Morris Motors и филантропа. Колледж называют новаторским с момента основания, он стал первым в Оксфорде, где женщины наравне с мужчинами могли быть как студентами, так и преподавателями; он также стал первым только для последипломников. Его первым фелло в 1939 году стала Margery Perham. Однако из-за Второй мировой войны возведение колледжа оказалось отложенным до 1949 года. В 1945 году он принял своих первых студентов, а в 1958 году получил Королевскую хартию.
Здесь появилась оксфордская школа производственных отношений; отмечается вклад Наффилдского колледжа в методологию эконометрики; знаменит он и политологическими штудиями.
Среди относительно недавних видных выпускников коллежа: Марк Карни, управляющий Банка Англии, Манмохан Сингх, бывший премьер-министр Индии, Джеффри Галлоп (Geoff Gallop), бывший премьер-министр Западной Австралии, и Николас Стерн, экономист и президент Британской академии.
В настоящее время здесь насчитывается около 90 аспирантов и порядка 60 научных сотрудников (в числе которых около 20 постдоков).